# یوکای سراشاره
ندینگ یوکا (نام علمی: Yucca cernua) نام یک گونه از سرده یوکا است.